# Jethro Teall
Jethro Justinian Harris Teall (5 janvier 1849 - 2 juillet 1924) est un géologue et pétrographe britannique.
Teallite porte son nom.

## Biographie
Il est le fils de Jethro Teall de Sandwich, Kent (1816-1848) et de sa femme, Mary Hathaway (1820-1880) à Northleach, Gloucestershire. Il fait ses études à la Northleach Grammar School puis à la Berkeley Villa School à Cheltenham.
Il étudie les sciences au St John's College de Cambridge, spécialisé en géologie. En 1874, il reçoit le prix Sedgwick pour son étude du sable vert de niveau inférieur, une forme de grès . Il est élu membre de la Royal Society en 1890, principalement en raison de son livre British Petrography, écrit en 1888. Il remporte la médaille Bigsby en 1889 . Il est président de la Société géologique de Londres (1900-1902)  et remporte la médaille Wollaston de la Société en 1905. Il reçoit des doctorats honorifiques de l'Université de Dublin (DSc) et de l'Université d'Oxford (DSc) et de l'Université de St Andrews (LLD).
En 1901, il devient directeur du His Majesty's Geological Survey, accomplissant personnellement de nombreux travaux dans le nord-ouest de l'Écosse. Il est fait chevalier en 1916 pour sa contribution à l'enquête.
Il est membre de l'Athenaeum Club de Londres.
Il meurt à Rosendale Road à Londres le 2 juillet 1924.

## Famille
Il épouse Harriet Moore Cowen (1856-1940) en 1879 et a deux enfants, le major George (1880-1939) et Frederick Teall (1882-1952).

## Ouvrages
- Jethro Justinian Harris Teall, British Petrography: with special reference to the igneous rocks, London, Dulau & Company, 1888 (lire en ligne)